# Leucyt
Leucyt – minerał skałotwórczy z gromady krzemianów, zaliczany do grupy skaleniowców. Jest minerałem zliczanym do grupy minerałów rzadkich.
Nazwa pochodzi od gr. leukos = biały, nawiązuje do częstej barwy tego minerału.

## Charakterystyka

### Właściwości
Najczęściej tworzy kryształy pseudoregularne, izometryczne o postaci dwudziestoczterościanu deltoidowego. Niekiedy wytwarza formy szkieletowe. Bardzo często występują zbliźniaczenia (wykazuje charakterystyczne prążkowanie). Występuje w skupieniach zbitych, ziarnistych, promienistych. Tworzy kryształy wrosłe i narosłe. Jest kruchy, przezroczysty, rozpuszcza się w ciepłym kwasie solnym i chłodnym siarkowym. W wyniku wietrzenia przechodzi w analcym lub kaolinit.

### Występowanie
Stanowi składnik młodych skał wulkanicznych (bazaltów leucytowych, fonolitów leucytowych oraz leucytytów). Współwystępuje w towarzystwie nefelinu, sanidynu, augitu.
Miejsca występowania:
- Na świecie: Włochy, Niemcy, USA, Kanada, Uganda, Demokratyczna Republika Konga, Francja, Wielka Brytania.

- W Polsce: został stwierdzony w bazaltach w rejonie Leśnej w Sudetach.

### Zastosowanie
- wykorzystywany jako nawóz potasowy,
- ma znaczenie naukowe,
- wysoko ceniony przez kolekcjonerów,
- czasami wykorzystywany jest w jubilerstwie (długi czas był mylony z granatem).